# Eleições estaduais no Paraná em 1998
As eleições estaduais no Paraná em 1998 ocorreram em 4 de outubro, como parte das eleições gerais no Brasil. 
Nesta ocasião, foram realizadas eleições em todos os 26 estados brasileiros e no Distrito Federal.
Os cidadãos aptos a votar elegeram o Presidente da República, o Governador e um Senador por estado, além de deputados estaduais e federais.
Os principais candidatos a governador foram o senador e ex-governador Roberto Requião (PMDB) e o governador Jaime Lerner (PFL).
Para o senado foi eleito Alvaro Dias (PSDB).

## Candidatos a Governador
| Imagem | Candidato a governador | Imagem | Candidato a vice-governador        | Número Eleitoral | Coligação                                                                                                |
| ------ | ---------------------- | ------ | ---------------------------------- | ---------------- | --- |
|        | Jaime Lerner (PFL)     |        | Emília Belinati (PTB)              | 25               | Movimento Paraná Segue em Frente (PFL, PTB, PPB, PL, PSB, PPS, PSC, PSD, PST, PRN, PRP, PSL, PTN, PTdoB) |
|        | Roberto Requião (PMDB) |        | Nelton Friedrich (PDT)             | 15               | Mais Paraná (PMDB, PDT, PT, PV, PCB, PCdoB, PAN, PMN, PSN, PRTB)                                         |
|        | Jamil Nakad (PRONA)    |        | Abel de Souza Morangueira (PRONA)  | 56               | Sem coligação                                                                                            |
|        | Julio de Jesus (PSTU)  |        | Claudemir Figueiredo Pessoa (PSTU) | 16               | Sem coligação                                                                                            |

## Resultado da eleição para governador
Com informações parciais do Tribunal Superior Eleitoral.
| Candidatos a governador do estado | Candidatos a vice-governador     | Número | Coligação                                                                                                | Votação   | Percentual |
| --------------------------------- | -------------------------------- | ------ | --- | --------- | ---------- |
| Jaime Lerner PFL                  | Emília Belinati PTB              | 25     | Movimento Paraná Segue em Frente (PFL, PTB, PPB, PL, PSB, PPS, PSC, PSD, PST, PRN, PRP, PSL, PTN, PTdoB) | 2.031.290 | 52,21%     |
| Roberto Requião PMDB              | Nelton Friedrich PDT             | 15     | Mais Paraná (PMDB, PDT, PT, PV, PCB, PCdoB, PAN, PMN, PSN, PRTB)                                         | 1.786.115 | 45,91%     |
| Jamil Nakad PRONA                 | Abel de Souza Morangueira PRONA  | 56     | — | 51.218    | 1,32%      |
| Julio de Jesus PSTU               | Claudemir Figueiredo Pessoa PSTU | 16     | — | 21.756    | 0,56%      |

| Partido | Partido | Candidato       | Votos     | Votos (%) |
| ------- | ------- | --------------- | --------- | --------- |
|         | PFL     | Jaime Lerner    | 2 031 290 | 52,21%    |
|         | PMDB    | Roberto Requião | 1 786 115 | 45,91%    |
|         | PRONA   | Jamil Nakad     | 51 218    | 1,32%     |
|         | PSTU    | Julio de Jesus  | 21 756    | 0,56%     |
| Totais  | Totais  | Totais          | 3 890 379 |           |

## Candidatos a Senador
| Imagem | Candidato a senador             | Candidatos a suplente de senador                         | Número Eleitoral | Coligação                                                        |
| ------ | ------------------------------- | -------------------------------------------------------- | ---------------- | ---------------------------------------------------------------- |
|        | Alvaro Dias (PSDB)              | João Olivir Gabardo PSDB Antenor Ribeiro Bonfim PSDB     | 45               | Coligação da Social Democracia (PSDB, PSDC)                      |
|        | Nedson Micheleti (PT)           | Antonio Jorge Viana PV Espedito da Rocha PCB             | 15               | Mais Paraná (PMDB, PDT, PT, PV, PCB, PCdoB, PAN, PMN, PSN, PRTB) |
|        | Maria Aparecida Fernandes (PSC) | Herculano Martins Franco PSC Luiz Carlos Ribeiro Jr. PSC | 20               | Sem coligação                                                    |
|        | Paulo Fernando Braghini (PSB)   | Waldir d'Angelis PSB Paulo Buzato PSB                    | 40               | Sem coligação                                                    |
|        | Nilton Cezar Servo (PPS)        | Marco Aurélio Carneiro PPS Robson Sponton Prado PPS      | 23               | Sem coligação                                                    |

## Resultado da eleição para senador
Dados referente apenas ao candidato vencedor fornecido pelo Tribunal Superior Eleitoral com informações complementares do Senado Federal.
| Candidatos a senador da República | Candidatos a suplente de senador                         | Número | Coligação                                                        | Votação   | Percentual |
| --------------------------------- | -------------------------------------------------------- | ------ | ---------------------------------------------------------------- | --------- | ---------- |
| Alvaro Dias PSDB                  | João Olivir Gabardo PSDB Antenor Ribeiro Bonfim PSDB     | 45     | Coligação da Social Democracia (PSDB, PSDC)                      | 2.532.010 | 65,13%     |
| Nedson Micheleti PT               | Antonio Jorge Viana PV Espedito da Rocha PCB             | 13     | Mais Paraná (PMDB, PDT, PT, PV, PCB, PCdoB, PAN, PMN, PSN, PRTB) | 977.279   | 25,14%     |
| Maria Aparecida Fernandes PSC     | Herculano Martins Franco PSC Luiz Carlos Ribeiro Jr. PSC | 20     | —                                                                | 291.081   | 7,49%      |
| Paulo Fernando Braghini PSB       | Waldir d'Angelis PSB Paulo Buzato PSB                    | 40     | —                                                                | 44.984    | 1,16%      |
| Nilton Cezar Servo PPS            | Marco Aurélio Carneiro PPS Robson Sponton Prado PPS      | 23     | —                                                                | 42.312    | 1,09%      |

| Partido | Partido | Candidato                 | Votos     | Votos (%) |
| ------- | ------- | ------------------------- | --------- | --------- |
|         | PSDB    | Alvaro Dias               | 2 532 010 | 65,13%    |
|         | PT      | Nedson Micheleti          | 977 279   | 25,14%    |
|         | PSC     | Maria Aparecida Fernandes | 291 081   | 7,49%     |
|         | PSB     | Paulo Fernando Braghini   | 44 984    | 1,16%     |
|         | PPS     | Nilton Cezar Servo        | 42 312    | 1,09%     |
| Totais  | Totais  | Totais                    | 3 887 666 |           |

## Deputados federais eleitos
São relacionados os candidatos eleitos com informações complementares da Câmara dos Deputados. Ressalte-se que os votos em branco eram considerados válidos para fins de cálculo do quociente eleitoral nas disputas proporcionais até 1997, quando essa anomalia foi banida de nossa legislação.

Representação eleita
  PFL: 6
  PTB: 6
  PPB: 5
  PSDB: 5
  PMDB: 4
  PT: 3
  PDT: 1

Fonteː
| Número | Deputados federais eleitos | Partido | Votação | Percentual | Cidade onde nasceu | Unidade federativa |
| 2503   | Rafael Greca               | PFL     | 226.686 | 5,70%      | Curitiba           | Paraná             |
| 1145   | José Janene                | PPB     | 105.230 | 2,64%      | Santo Inácio       | Paraná             |
| 2505   | Abelardo Lupion            | PFL     | 105.165 | 2,64%      | Curitiba           | Paraná             |
| 1111   | Nelson Meurer              | PPB     | 91.388  | 2,29%      | Bom Retiro         | Santa Catarina     |
| 4510   | Max Rosenmann              | PSDB    | 90.502  | 2,27%      | Curitiba           | Paraná             |
| 1444   | Rubens Bueno               | PTB     | 89.088  | 2,24%      | Sertanópolis       | Paraná             |
| 4548   | Flávio Arns                | PSDB    | 81.725  | 2,05%      | Curitiba           | Paraná             |
| 2525   | Afonso Camargo             | PFL     | 79.388  | 1,99%      | Curitiba           | Paraná             |
| 1122   | Dilceu Sperafico           | PPB     | 78.540  | 1,97%      | Santa Rosa         | Rio Grande do Sul  |
| 4515   | Luiz Carlos Hauly          | PSDB    | 76.207  | 1,91%      | Cambé              | Paraná             |
| 4569   | Odílio Balbinotti          | PSDB    | 75.298  | 1,89%      | Gaurama            | Rio Grande do Sul  |
| 1425   | Alex Canziani              | PTB     | 74.876  | 1,88%      | Londrina           | Paraná             |
| 2552   | Luciano Pizzatto           | PFL     | 72.804  | 1,83%      | Curitiba           | Paraná             |
| 1151   | Ricardo Barros             | PPB     | 68.919  | 1,73%      | Maringá            | Paraná             |
| 1428   | Iris Simões                | PTB     | 66.003  | 1,66%      | Curitiba           | Paraná             |
| 1450   | José Carlos Martinez       | PTB     | 65.049  | 1,63%      | São Paulo          | São Paulo          |
| 4512   | Basílio Villani            | PSDB    | 64.434  | 1,62%      | Bauru              | São Paulo          |
| 1533   | Osmar Serraglio            | PMDB    | 59.574  | 1,49%      | Erechim            | Rio Grande do Sul  |
| 1415   | Chico da Princesa          | PTB     | 57.908  | 1,45%      | Três Barras        | Santa Catarina     |
| 2555   | Werner Wanderer            | PFL     | 55.009  | 1,38%      | Concórdia          | Santa Catarina     |
| 2598   | Joaquim dos Santos Filho   | PFL     | 50.728  | 1,27%      | Bandeirantes       | Paraná             |
| 1540   | Hermes Parcianello         | PMDB    | 49.066  | 1,23%      | Goioerê            | Paraná             |
| 1407   | José Borba                 | PTB     | 48.720  | 1,22%      | Mandaguari         | Paraná             |
| 1198   | Pastor Bernardino Oliveira | PPB     | 48.488  | 1,21%      | Rio de Janeiro     | Rio de Janeiro     |
| 1567   | Gustavo Fruet              | PMDB    | 45.933  | 1,15%      | Curitiba           | Paraná             |
| 1512   | Moacir Micheletto          | PMDB    | 45.010  | 1,13%      | Xanxerê            | Santa Catarina     |
| 1380   | Márcio Matos               | PT      | 37.641  | 0,94%      | Mineiros do Tietê  | São Paulo          |
| 1331   | Padre Roque                | PT      | 35.489  | 0,89%      | Santo Cristo       | Rio Grande do Sul  |
| 1288   | Airton Roveda              | PDT     | 34.798  | 0,87%      | Bituruna           | Paraná             |
| 1313   | Doutor Rosinha             | PT      | 34.769  | 0,87%      | Rolândia           | Paraná             |

## Deputados estaduais eleitos
Representação eleita
  PFL: 13
  PTB: 10
  PPB: 8
  PMDB: 7
  PSDB: 6
  PT: 4
  PDT: 3
  PSB: 2
  PSC: 1

Fonteː
| Número | Deputados estaduais eleitos     | Partido | Votação | Percentual | Cidade onde nasceu   | Unidade federativa |
| 25128  | Aníbal Khury                    | PFL     | 108.527 |            | Curitiba             | Paraná             |
| 40123  | Antonio Belinati                | PSB     | 87.437  |            | Campo Grande         | Mato Grosso do Sul |
| 14160  | Valdir Rossoni                  | PTB     | 60.936  |            | Palmas               | Paraná             |
| 25255  | Marcos Valente Isfer            | PFL     | 58.299  |            | Curitiba             | Paraná             |
| 25110  | Plauto Miró                     | PFL     | 56.372  |            | Ponta Grossa         | Paraná             |
| 14110  | Hermas Brandão                  | PTB     | 54.394  |            | Campinas             | São Paulo          |
| 14190  | Carlos Simões                   | PTB     | 54.057  |            | Verê                 | Paraná             |
| 25200  | Nelson Garcia                   | PFL     | 53.265  |            | Rolândia             | Paraná             |
| 25252  | Durval Amaral                   | PFL     | 50.606  |            | Londrina             | Paraná             |
| 25123  | Luiz Carlos Alborghetti         | PFL     | 49.405  |            | Andradina            | São Paulo          |
| 25250  | Cleiton Kielse                  | PFL     | 47.787  |            | Curitiba             | Paraná             |
| 14150  | Beto Richa                      | PTB     | 44.838  |            | Londrina             | Paraná             |
| 13222  | Angelo Vanhoni                  | PT      | 44.670  |            | Paranaguá            | Paraná             |
| 11112  | Tony Garcia                     | PPB     | 44.658  |            | Curitiba             | Paraná             |
| 14111  | Nelson Justus                   | PTB     | 44.557  |            | Curitiba             | Paraná             |
| 11650  | Tiago de Amorim Novaes          | PPB     | 43.347  |            | Cascavel             | Paraná             |
| 11311  | Augustinho Zucchi               | PPB     | 40.619  |            | Pato Branco          | Paraná             |
| 14170  | Ricardo Chab                    | PTB     | 38.427  |            | Santa Isabel do Ivaí | Paraná             |
| 25150  | Edno Guimarães                  | PFL     | 38.418  |            | Lavínia              | São Paulo          |
| 14140  | Algaci Tulio                    | PTB     | 37.682  |            | Curitiba             | Paraná             |
| 25125  | Hidekazu Takayama               | PFL     | 37.169  |            | Rolândia             | Paraná             |
| 20104  | Chico Noroeste                  | PSC     | 36.961  |            | Foz do Iguaçu        | Paraná             |
| 14121  | Cezar Silvestri                 | PTB     | 36.363  |            | Guarapuava           | Paraná             |
| 11789  | Fernando Ribas Carli            | PPB     | 36.248  |            | Guarapuava           | Paraná             |
| 45667  | Renato Gaúcho                   | PSDB    | 35.908  |            | Porto Alegre         | Rio Grande do Sul  |
| 25155  | Elio Rusch                      | PFL     | 35.138  |            | Crissiumal           | Rio Grande do Sul  |
| 25103  | Basílio Zanusso                 | PFL     | 34.976  |            | José Bonifácio       | São Paulo          |
| 15178  | Nereu Moura                     | PMDB    | 34.427  |            | São João             | Paraná             |
| 11223  | Duílio Genari                   | PPB     | 34.213  |            | Veranópolis          | Rio Grande do Sul  |
| 45198  | Pastor Edson Praczyk            | PSDB    | 32.276  |            | São Paulo            | São Paulo          |
| 25190  | Geraldo Cartário Ribeiro        | PFL     | 31.935  |            | Mandirituba          | Paraná             |
| 15200  | Edson Strapasson                | PMDB    | 31.537  |            | Colombo              | Paraná             |
| 14234  | Miltinho Pupio                  | PTB     | 30.996  |            | Jandaia do Sul       | Paraná             |
| 15130  | Orlando Pessuti                 | PMDB    | 30.301  |            | Califórnia           | Paraná             |
| 14123  | Luiz Accorsi                    | PTB     | 29.973  |            | São Paulo            | São Paulo          |
| 25170  | Luiz Carlos Martins             | PFL     | 29.867  |            | Bilac                | São Paulo          |
| 11111  | Cesar Seleme                    | PPB     | 29.155  |            | Ituporanga           | Santa Catarina     |
| 11144  | Neivo Beraldin                  | PPB     | 26.983  |            | Erechim              | Rio Grande do Sul  |
| 45450  | Sérgio Spada                    | PSDB    | 25.864  |            | Planalto             | Rio Grande do Sul  |
| 45255  | José Maria Ferreira             | PSDB    | 25.193  |            | Uraí                 | Paraná             |
| 15107  | Caíto Quintana                  | PMDB    | 25.176  |            | Santo Augusto        | Rio Grande do Sul  |
| 13115  | Péricles de Mello               | PT      | 25.094  |            | Ponta Grossa         | Paraná             |
| 12612  | Edgar Bueno                     | PDT     | 24.234  |            | Marcelino Ramos      | Rio Grande do Sul  |
| 15280  | Ademir Bier                     | PMDB    | 23.389  |            | Erechim              | Rio Grande do Sul  |
| 11555  | Fernando Guimarães              | PPB     | 22.690  |            | Maringá              | Paraná             |
| 15123  | Waldyr Pugliesi                 | PMDB    | 22.172  |            | Monte Alto           | São Paulo          |
| 15190  | Antônio Anibelli                | PMDB    | 20.867  |            | Clevelândia          | Paraná             |
| 45160  | Luiz Fernandes da Silva (Litro) | PSDB    | 19.159  |            | Dois Vizinhos        | Paraná             |
| 40500  | Ricardo Maia                    | PSB     | 18.758  |            | Passos               | Minas Gerais       |
| 12222  | Luiz Carlos Zuk                 | PDT     | 18.042  |            | Ponta Grossa         | Paraná             |
| 13213  | Irineu Colombo                  | PT      | 16.710  |            | Medianeira           | Paraná             |
| 45999  | Serafina Martins Carrilho       | PSDB    | 15.952  |            | Maringá              | Paraná             |
| 13190  | Hermes Fonseca                  | PT      | 15.831  |            | Assis                | São Paulo          |
| 12654  | Moysés Leônidas                 | PDT     | 14.363  |            | Ribeirão do Pinhal   | Paraná             |